# Selliguea albidopaleata
Selliguea albidopaleata là một loài thực vật có mạch trong họ Polypodiaceae. Loài này được (Copel.) Parris miêu tả khoa học đầu tiên năm 1991.